# Лукас, Иоганнес
Иоганнес (Йоханнес) Лукас (Johannes Lukas; 7 октября 1901, Карлсбад, Богемия, Австро-Венгрия (ныне Карловы Вары, Чехия — 4 августа 1980, Гамбург) — австрийский и немецкий филолог-африканист, изучавший в основном сахарские языки.

## Биография
Родился в семье железнодорожного инженера. Его мать была франкоязычной, поэтому он с детства говорил на немецком и французском. В детстве увлекался музыкой, учился играть на фортепиано, поступил в Венскую консерваторию, но в итоге высшее образование получил в университете Вены, где изучал египтологию, семитские и африканские языки. Докторскую степень получил в 1925 году за исследование о грамматике языка канури.
С 1927 по 1932 год был научным сотрудником Музея этнологии в Вене. В 1928 году был сроком на год направлен в Каирский университет, где работал со студентами из африканских колоний европейских держав и смог получить практические знания в языках канури, маба и марарит. В 1932 году на год отправился на полевые исследования на север Нигерии. Собранные в итоге материалы легли в основу монографий о канури языке (1937), логоне (1936), будума (1939), музгу (1941), тубу (1953); материалы последующих экспедиций 1951—1973 годов — в основу исследований о языках болева, матакам, гисига и других.
Его научная работа привлекла внимание Карла Майнхоффа, который в 1934 году помог ему стать преподавателем на семинаре африканских исследований Гамбургского университета, где Лукас в течение двадцати лет, до 1954 года, возглавлял кафедру африканских языков. Впоследствии много преподавал, до 1970 года возглавлял семинар африканских исследований при Гамбургском университете, но и после этого остался на преподавательской работе ещё на десять лет, до самой смерти. Дважды, в 1934 и 1949 годах, стажировался в Лондоне.
На протяжении своей жизни с 1949 года был одним из ведущих редакторов журнала Afrika und Übersee, будучи также одним из редакторов серии монографий afrikanistishe forschungen. Был членом ряда авторитетных научных обществ ФРГ и зарубежных стран, в том числе Международного африканского института в Лондоне. Основной темой его исследований были языки Суданского пояса, в том числе чадские языки. Свои главные работы написал в 1930-е годы: ими был цикл статей о классификации языков народов, живущих в районе озера Чад, которые были признаны новым словом в изучении африканских языков. Важнейшие работы: Die Logone-Sprache Im Zentralen Sudan (1936), Zentralsudanische Studien (1937), Die Sprache der Tubu in der zentralen Sahara (1953), Studien zur Sprache der Gisiga (1970).